# Bulbostylis tuerckheimii
Bulbostylis tuerckheimii là một loài thực vật có hoa trong họ Cói. Loài này được Urb. mô tả khoa học đầu tiên năm 1912.